# Trainingslager des Jianrui-Bataillons

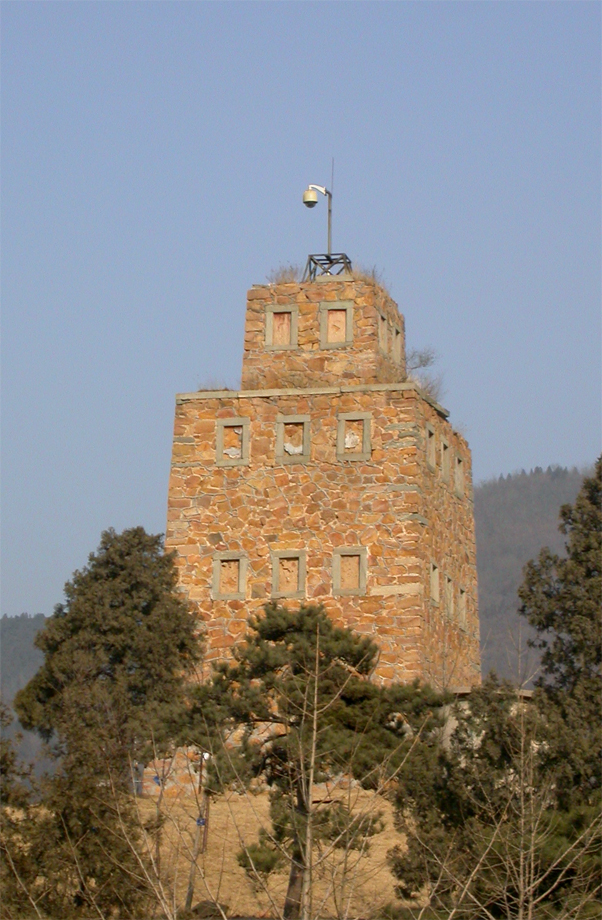

Das Trainingslager des Jianrui-Bataillons (chinesisch 健锐营演武厅, Pinyin Jiànruìyíng yǎnwǔtīng, englisch Tuancheng Exhibition Hall), das im Volksmund auch als „Kleine Runde Stadt“ (小團城 / 小团城,  Xiǎo tuánchéng) – nach der weiteren chinesischen Bezeichnung Tuánchéng yǎnwǔtīng (團城演武廳 / 团城演武厅) – genannt wird, liegt im Pekinger Bezirk Haidian auf der Straße Xiangshan Nanlu. Es wurde 1749 errichtet. 
Es war ein Trainingslager für das Jianrui-Bataillon (Jianruiying), das zu den Elitetruppen der Qianlong-Ära gehörte, und diente dem Kaiser auch zur Abnahme von Truppenparaden. Seit 2006 steht die Stätte auf der Liste der Denkmäler der Volksrepublik China in Peking (6-306).